# Luciano Martino
Luciano Martino (né le 22 décembre 1933 à Rome et mort le 14 août 2013  à Malindi au Kenya, est un producteur, scénariste et acteur de cinéma italien.

## Biographie
Spécialiste des films de série B, Luciano Martino a produit une centaine de longs métrages.
C'est le frère du réalisateur Sergio Martino et le neveu du réalisateur Gennaro Righelli et de l'actrice Maria Jacobini.

## Filmographie

### Comme producteur

#### Cinéma
- 1963 : Le Démon dans la chair (Il demonio)
- 1964 : Fort Alésia (I giganti di Roma)
- 1965 : Les espions meurent à Beyrouth (Le Spie uccidono a Beirut)
- 1966 : Duel dans le monde (Duello nel mondo)
- 1966 : A 077 défie les tueurs (A 077, sfida ai killers)
- 1967 : Flashman contre les hommes invisibles, réalisé par Mino Loy
- 1967 : Le Jour de la haine (Per 100.000 dollari t'ammazzo)
- 1967 : Le Temps des vautours
- 1968 : L'Adorable Corps de Deborah (Il dolce corpo di Deborah)
- 1968 : Los machos (Uno di più all'inferno)
- 1969 : Sept Hommes pour Tobrouk (La battaglia del deserto)
- 1969 : Si douces, si perverses (Così dolce... così perversa)
- 1969 : L'altra faccia del peccato (1969)
- 1969 : La Bataille d'El Alamein (1969)
- 1969 : Mille peccati... nessuna virtù (1969)
- 1970 : America così nuda, così violenta
- 1970 : Une traînée de poudre, les pistoleros arrivent (Una nuvola di polvere... un grido di morte... arriva Sartana) de Giuliano Carnimeo
- 1970 : Ni Sabata, ni Trinità, moi c'est Sartana (La diligencia de los condenados) de Juan Bosch Palau
- 1971 : La Queue du scorpion
- 1971 : L'Étrange Vice de madame Wardh
- 1971 : Plus venimeux que le cobra (L'uomo più velenoso del cobra)
- 1971 : On l'appelle Spirito Santo (Uomo avvisato mezzo ammazzato... parola di Spirito Santo)
- 1971 : El Cristo del océano de Tito Fernández
- 1972 : Fais vite, monseigneur revient ! (Quel gran pezzo dell'Ubalda tutta nuda e tutta calda)
- 1972 : Ton vice est une chambre close dont moi seul ai la clé
- 1972 : Les Rendez-vous de Satan (Perché quelle strane gocce di sangue sul corpo di Jennifer?)
- 1972 : Toutes les couleurs du vice (Tutti i colori del buio)
- 1973 : Un homme appelé Karaté (Sette ore di violenza per una soluzione imprevista) (producteur associé)
- 1973 : L'Emprise des sens (Anna, quel particolare piacere)
- 1973 : Les Grands Fusils
- 1973 : Rue de la violence (Milano trema: la polizia vuole giustizia)
- 1973 : Lo chiamavano Tresette... giocava sempre col morto réalisé par Giuliano Carnimeo
- 1973 : Mademoiselle cuisses longues (Giovannona Coscialunga disonorata con onore), réalisé par Sergio Martino
- 1973 : Patroclooo! E il soldato Camillone, grande grosso e frescone
- 1974 : La Rançon de la peur (Milano odia: la polizia non può sparare)
- 1974 : L'Homme sans mémoire (L'Uomo senza memoria)
- 1974 : La signora gioca bene a scopa?
- 1974 : La bellissima estate
- 1975 : Zorro (producteur exécutif)
- 1975 : Bracelets de sang (Il giustiziere sfida la città)
- 1975 : À en crever (Morte sospetta di una minorenne)
- 1975 : La città gioca d'azzardo
- 1975 : À nous les lycéennes
- 1975 : La prof donne des leçons particulières
- 1975 : La Flic chez les poulets (La poliziotta fa carriera)
- 1976 : Sexycon (40 gradi all'ombra del lenzuolo)
- 1976 : Brigade spéciale
- 1976 : La Prof du bahut (La professoressa di scienze naturali), réalisé par Michele Massimo Tarantini
- 1976 : La Prof et les Farceurs de l'école mixte (Classe mista)
- 1976 : Spogliamoci così, senza pudor...
- 1976 : La segretaria privata di mio padre
- 1976 : La Toubib du régiment
- 1977 : La soldatessa alla visita militare
- 1977 : La Toubib se recycle (Taxi Girl)
- 1977 : Le Cynique, l'Infâme et le Violent
- 1977 : Lâche-moi les jarretelles (La vergine, il toro e il capricorno)
- 1977 : La compagna di banco
- 1977 : Per amore di Poppea
- 1977 : Mannaja, l'homme à la hache (Mannaja)
- 1978 : La Grande Bataille (Il grande attacco)
- 1978 : La soldatessa alle grandi manovre
- 1978 : Zio Adolfo in arte Führer
- 1978 : La banda del gobbo
- 1978 : La Montagne du dieu cannibale
- 1978 : L'insegnante va in collegio
- 1979 : Le Grand Alligator
- 1979 : L'insegnante viene a casa
- 1979 : La poliziotta della squadra del buon costume
- 1979 : SOS Concorde
- 1979 : Le Continent des hommes-poissons
- 1979 : Samedi, dimanche, vendredi (Sabato, domenica e venerdì)
- 1980 : La Secte des cannibales
- 1980 : Sucre, Miel et Piment (Zucchero, miele e peperoncino)
- 1980 : Les Zizis baladeurs (La moglie in vacanza... l'amante in città)
- 1981 : Cannibal Ferox (non crédité)
- 1981 : Reste avec nous, on s'tire (La poliziotta a New York)
- 1981 : Croissants à la crème (Cornetti alla crema)
- 1981 : Le Cancre du bahut (Pierino contro tutti)
- 1982 : Ricchi, ricchissimi... praticamente in mutande
- 1982 : Crime au cimetière étrusque
- 1983 : La Maison de la terreur (non crédité)
- 1983 : 2019 après la chute de New York
- 1983 : La guerra del ferro - Ironmaster
- 1983 : Occhio, malocchio, prezzemolo e finocchio
- 1984 : Blastfighter, l'exécuteur(Blastfighter)
- 1985 : Festa di laurea (producteur exécutif)
- 1985 : Miami Golem
- 1986 : Atomic Cyborg (Vendetta dal futuro)
- 1988 : Uppercut Man (Qualcuno pagherà) de Sergio Martino
- 1988 : I cammelli
- 1989 : Lo zio indegno
- 1990 : Nel giardino delle rose
- 1992 : Un ours nommé Arthur (Un orso chiamato Arturo) de Sergio Martino
- 1995 : Cuore cattivo
- 1995 : Segreto di stato
- 2004 : Le Marchand de Venise (coproducteur)
- 2006 : Il regista di matrimoni
- 2007 : L'abbuffata
- 2008 : Linda F
- 2008 : Ma prof est une bombe (Ultimi della classe)
- 2008 : L'allenatore nel pallone 2
- 2008 : Deadly Kitesurf
- 2010 : Un tigre parmi les singes (Gorbaciof) de Stefano Incerti

#### Télévision
- 1982 : Square Pegs (série télévisée)
- 1987 : La famiglia Brandacci (téléfilm)
- 1987 : Un'australiana a Roma (téléfilm)
- 1992 : Un orso chiamato Arturo (téléfilm)
- 1999 : Cornetti al miele (téléfilm)
- 2000 : Turbo (série télévisée)
- 2002 : L'ultimo rigore (téléfilm)
- 2012 : Il Paese delle piccole piogge (série télévisée)

### Comme réalisateur
- 1965 : Les espions meurent à Beyrouth (Le spie uccidono a Beirut)
- 1966 : La mort paye en dollars (Furia a Marrakech)
- 1971 : I segreti delle città più nude del mondo — documentaire
- 1977 : Lâche-moi les jarretelles (La vergine, il toro e il capricorno)
- 1990 : Nel giardino delle rose (it)
- 1992 : In camera mia
- 2000 : Un ojo al gato y otro al garabato — court-métrage

### Comme scénariste
- 1955 : La Belle des belles (La donna più bella del mondo)
- 1957 : La Blonde enjôleuse (La ragazza del palio)
- 1957 : La finestra sul Luna Park
- 1957 : Ricordati di Napoli
- 1958 : Carosello di canzoni
- 1958 : Giovani mariti
- 1958 : La nipote Sabella
- 1959 : I ragazzi dei Parioli
- 1959 : Roulotte e roulette
- 1959 : Sergente d'ispezione
- 1959 : La scimitarra del Saraceno, dirigé par Piero Pierotti
- 1960 : Cavalcata selvaggia
- 1960 : La Fille dans la vitrine
- 1960 : Saffo venere di Lesbo
- 1960 : Chi si ferma è perduto
- 1960 : Les Pirates de la côte (I pirati della costa)
- 1960 : Le Colosse de Rhodes (Il colosso di Rodi)
- 1960 : Le signore
- 1961 : Le Commando traqué, dirigé par Giuliano Montaldo
- 1961 : Caccia all'uomo
- 1961 : Il terrore dei mari de Domenico Paolella
- 1961 : Mary la rousse, femme pirate (Le avventure di Mary Read) d'Umberto Lenzi
- 1961 : I mongoli
- 1961 : Romolo e Remo
- 1962 : Le Boucanier des îles (Il giustiziere dei mari)
- 1962 : Duello nella Sila
- 1962 : I lancieri neri
- 1962 : Légions impériales (La leggenda di Fra Diavolo)
- 1963 : L'Invincible cavalier noir (L'invincibile cavaliere mascherato) de Umberto Lenzi
- 1963 : Perseo l'invincibile
- 1963 : Le Corps et le Fouet
- 1963 : Golia contro il cavaliere mascherato
- 1963 : Il demonio
- 1964 : Buffalo Bill, l'eroe del Far West
- 1964 : L'Enfer de Gengis Khan (Maciste nell'inferno di Gengis Khan)
- 1964 : Hercule contre les tyrans de Babylone (Ercole contro i tiranni di Babilonia)
- 1964 : Les Géants de Rome d'Antonio Margheriti
- 1964 : Maciste contre les Mongols (Maciste contro i mongoli)
- 1965 : Goliath à la conquête de Bagdad (Golia alla conquista di Bagdad) de Domenico Paolella
- 1966 : La lama nel corpo d'Elio Scardamaglia
- 1967 : Le Temps des vautours de Romolo Guerrieri
- 1967 : Le Jour de la haine (Per 100.000 dollari ti ammazzo)
- 1968 : Uno scacco tutto matto de Roberto Fizz
- 1969 : Mille peccati... nessuna virtù
- 1970 : Ni Sabata, ni Trinità, moi c'est Sartana (La diligencia de los condenados) de Juan Bosch Palau
- 1971 : Luca bambino mio
- 1971 : L'uomo più velenoso del cobra, dirigé par Bitto Albertini
- 1971 : Le tue mani sul mio corpo
- 1972 : Il tuo vizio è una stanza chiusa e solo io ne ho la chiave
- 1977 : La vergine, il toro e il capricorno
- 1980 : La baigneuse fait des vagues (L'insegnante al mare con tutta la classe) de Michele Massimo Tarantini
- 1982 : Il tifoso, l'arbitro e il calciatore
- 1990 : Nel giardino delle rose
- 1991 : In camera mia
- 1992 : Un orso chiamato Arturo (téléfilm)

### Comme acteur
- 1972 : Il paese del sesso selvaggio (non crédité)
- 1978 : L'insegnante va in collegio
- 2000 : Alguien vio a Lola?
- 2005 : Ricotta